# Niederdeutsch (Schulfach)
Niederdeutsch ist ein Schulfach in den norddeutschen Ländern Hamburg, Schleswig-Holstein, Mecklenburg-Vorpommern und Bremen. In diesen Ländern gehört es zum Wahlpflichtbereich, in Bremen jedoch nur im Rahmen eines Pilotprojekts. In Niedersachsen wird Niederdeutsch teilweise in den Unterricht anderer Fächer integriert, ein eigenes Schulfach gibt es nicht. In Nordrhein-Westfalen, Brandenburg und Sachsen-Anhalt, deren jeweils nördliche Landesteile zum niederdeutschen Sprachraum gehören, gibt es freiwillige Plattdeutschangebote überwiegend in Form von Arbeitsgemeinschaften. In keinem Bundesland wird Niederdeutsch flächendeckend unterrichtet; es wird nur an einzelnen Schulen der norddeutschen Bundesländer angeboten.
Niederdeutsch wird erst seit wenigen Jahren als Schulfach unterrichtet, nachdem die Sprache rapide an Bedeutung verloren hatte und vom Aussterben bedroht ist. Da die Weitergabe des Plattdeutschen als Muttersprache in den Elternhäusern inzwischen fast völlig abgerissen ist, wird heute die Schule als der Ort angesehen, an dem die Sprache erhalten werden kann. Ein entscheidender Auslöser für die Etablierung des Schulfachs Niederdeutsch war die 1998 von der Bundesrepublik Deutschland ratifizierte und 1999 in Kraft getretene Europäische Charta der Regional- oder Minderheitensprachen. Neben den Sprachen der nationalen Minderheiten (Dänisch, Sorbisch, Friesisch und Romanes) wurde auch Niederdeutsch als Regionalsprache in den Kreis der Chartasprachen aufgenommen. Die Sprachencharta bildet den völkerrechtlichen Rahmen der Sprachpolitik in Deutschland. Die unterzeichnenden Staaten verpflichten sich selbst dazu, die Regional- und Minderheitensprachen zu schützen und zu fördern. Zu den konkret vereinbarten Maßnahmen gehören beispielsweise, Unterricht und ein Hochschulstudium der jeweiligen Sprache zu ermöglichen. In Mecklenburg-Vorpommern und in Schleswig-Holstein haben der Schutz und die Förderung des Niederdeutschen seit 1993 bzw. 1998 zudem Verfassungsrang. In der Verfassung des Landes Schleswig-Holstein ist ausdrücklich auch der Niederdeutschunterricht in öffentlichen Schulen verankert.
Hamburg führte 2010 als erstes Bundesland Niederdeutsch als reguläres Schulfach an einzelnen Grundschulen ein, 2014 folgten Schleswig-Holstein und Bremen, 2016 Mecklenburg-Vorpommern. Seit 2017 ist Niederdeutsch ein von der Kultusministerkonferenz anerkanntes mündliches und schriftliches Prüfungsfach im Abitur. Das bisher einzige Land, das auch entsprechenden Unterricht in der Sekundarstufe II eingerichtet hat, ist Mecklenburg-Vorpommern.

## Rahmenbedingungen

### Verbreitung und Status des Niederdeutschen

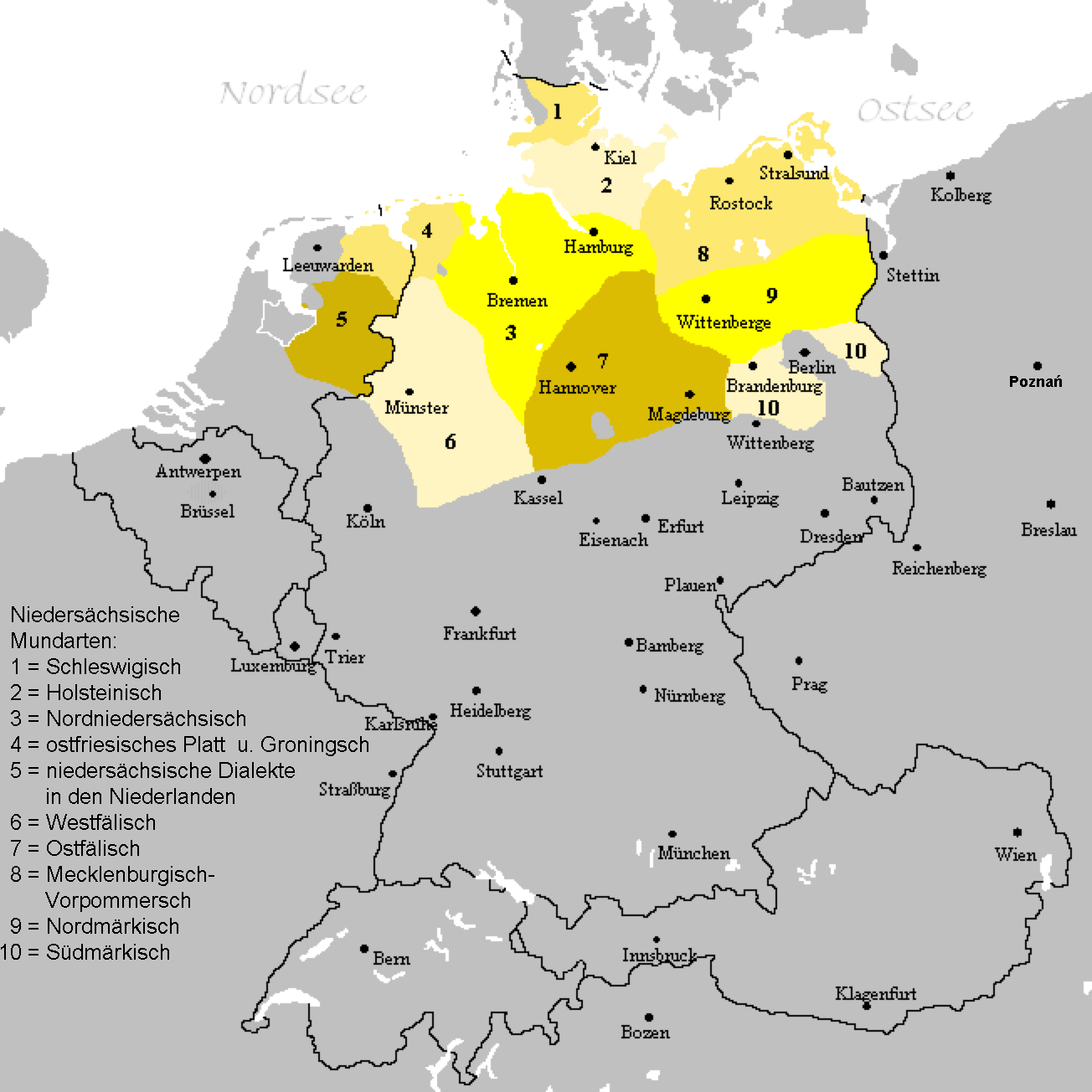
Verbreitung und dialektale Einteilung der niederdeutschen Mundarten

Ausgehend von den Städten verdrängte ab dem 16. Jahrhundert das Frühneuhochdeutsche das Niederdeutsche allmählich als Schul- und Bildungs-, Kirchen-, Kanzlei- und Schriftsprache in Norddeutschland. Dieser Prozess war im 17. Jahrhundert weitgehend abgeschlossen. Das Hochdeutsche erfasste zunehmend auch die öffentliche und offizielle mündliche Kommunikation, Plattdeutsch blieb aber die gesprochene Volks- und Alltagssprache. Daraus resultierte eine Zweisprachigkeit, bei der die Sprecher situationsabhängig zwischen Platt- und Hochdeutsch wechselten. Ein fließender Übergang zur Standardsprache, wie er für viele Dialekte typisch ist, war dagegen kaum ausgeprägt. Außerdem kam es zu einer sozialen Differenzierung zwischen Plattdeutsch und dem mit höherem Sozialprestige versehenen Hochdeutschen.
Der Verdrängungsprozess verstärkte sich im 19. und 20. Jahrhundert. In den 1970er und 1980er Jahren verschwand die Mehrsprachigkeit in Norddeutschland aus allen sozialen Bereichen fast völlig. Der Sprachwechsel ist für die jüngeren Generationen weitgehend abgeschlossen, in den älteren Generationen besteht die Zweisprachigkeit teilweise weiter.
Plattdeutsch ist heute in den norddeutschen Bundesländern Schleswig-Holstein, Hamburg, Mecklenburg-Vorpommern, Bremen und Niedersachsen sowie in den jeweils nördlichen Teilen der Länder Nordrhein-Westfalen, Sachsen-Anhalt und Brandenburg verbreitet. An den Küsten und in kleineren Orten wird dabei noch häufiger Platt gesprochen als in den Städten und im Süden des Verbreitungsgebietes.
Heute versteht nach eigenen Angaben knapp die Hälfte der im Verbreitungsgebiet lebenden Menschen Plattdeutsch gut oder sehr gut; nur noch etwa 15 % geben an, es auch gut oder sehr gut sprechen zu können. 1984 lagen diese Werte in den nordwestdeutschen Bundesländern noch bei 66 % bzw. 35 %. In Schleswig-Holstein sprechen heute noch 24,5 % der Befragten gut oder sehr gut Plattdeutsch, in Mecklenburg-Vorpommern 20,7 %, in Bremen 17,6 %, in Niedersachsen 17,4 % und in Hamburg 9,5 %.
Während der Anteil derjenigen, die Plattdeutsch gut oder sehr gut sprechen, bei den über 80-Jährigen noch bei mehr als der Hälfte liegt, beträgt er bei den unter 20-Jährigen unter einem Prozent. 44 % der aktiven Sprecher gaben an, Plattdeutsch bei den Eltern gelernt zu haben, 41 % bei den Großeltern. Die heutige Elterngeneration kann die Sprache jedoch nicht mehr weitergeben, da auch in der Altersgruppe der 30–39-Jährigen nur noch 4 % gut oder sehr gut Plattdeutsch sprechen. Nur 5,5 % der Niederdeutschsprecher nannten die Schule als den oder einen Ort, an dem sie Platt gelernt hätten.
Obwohl die absolute Zahl aktiver Sprecher noch bei über zwei Millionen liegt, gilt Niederdeutsch angesichts dieser Altersstruktur, der abgerissenen Vermittlung in den Elternhäusern und der lange Zeit fehlenden Verankerung in den Schulen als die meistgefährdete unter den anerkannten und geschützten Minderheiten- und Regionalsprachen in Deutschland.

### Die Europäische Charta der Regional- oder Minderheitensprachen
Ein entscheidender Auslöser für eine neue Dynamik, Niederdeutsch im Schulunterricht zu verankern, war die 1992 vom Europarat gezeichnete, 1998 von der Bundesrepublik Deutschland ratifizierte und dort 1999 in Kraft getretene Europäische Charta der Regional- oder Minderheitensprachen. Neben den Sprachen der nationalen Minderheiten in Deutschland – Dänisch, Sorbisch, Friesisch und Romanes – wurde auch Niederdeutsch als Regionalsprache in den Kreis der zu schützenden und zu fördernden Sprachen aufgenommen. Von den Minderheitensprachen unterscheidet es sich dadurch, dass seine Sprecher keine nationale Minderheit bilden.
Die Sprachencharta bildet den völkerrechtlichen Rahmen der Sprachpolitik in Deutschland. Sie hat den Rang eines Bundesgesetzes. Die Europäische Charta der Regional- oder Minderheitensprachen enthält jedoch keine Möglichkeit, Sprachrechte beim Europäischen Gerichtshof für Menschenrechte oder dem Gerichtshof der Europäischen Union einzuklagen. Sie ist vielmehr von der Übernahme in das Gesetzeswerk der Staaten abhängig. In Deutschland fällt die Gesetzgebung auf dem Gebiet der Bildungs- und Sprachpolitik in die Zuständigkeit der Bundesländer.
In der Charta ist festgelegt, auf welche Weise und mit welchen Maßnahmen die Chartasprachen zu fördern sind. Die Bundesländer schützen Niederdeutsch unter Berücksichtigung des Verbreitungsgrades der Sprache entweder nach Teil II oder III der Charta. Bremen, Hamburg, Schleswig-Holstein, Mecklenburg-Vorpommern und Niedersachsen bieten einen Schutz nach Teil III und damit wesentlich umfänglicher als Brandenburg, Nordrhein-Westfalen und Sachsen-Anhalt, die jeweils Teil II der Charta gezeichnet haben. Das Ministerkomitee des Europarats empfahl, das Niederdeutsche zu einem regulären Schulfach zu erheben, Lehrpläne zu entwickeln, die Kontinuität des Unterrichts auf allen Bildungsstufen vom vorschulischen Bereich bis zum Schulabschluss zu gewährleisten und eine ausreichende Anzahl von Lehrkräften auszubilden. Der Rechtswissenschaftler Stefan Oeter, Vorsitzender des Sachverständigenausschusses des Europarats zur Europäischen Sprachencharta, betont, dass mit der Charta eine Verpflichtung einhergeht, die jeweils geschützte Regional oder Minderheitensprache in einem gesonderten Fach zu unterrichten. Diese Verpflichtung ist in Teil III, Art 8 Abs. 1 b festgelegt.
Durch die Aktivitäten des Europarats und der Europäischen Union zum Erhalt kultureller und sprachlicher Vielfalt bekamen die Regional- und Minderheitensprachen eine europäische Dimension. Die Charta wurde bisher von 26 Staaten des Europarates ratifiziert. 21 Länder des Europarates, darunter mehrere EU-Länder wie Frankreich, Belgien, Italien, Portugal und Griechenland haben diesen Schritt noch nicht getan.
In den Niederlanden gehört Nedersaksisch zu den Chartasprachen, das in der Regel dem Nordniedersächsischen zugeordnet wird und Teil des niederdeutschen Dialektkontinuums ist. Allerdings wurde Nedersaksisch nur nach Teil II der Sprachencharta geschützt. In anderen Ländern sind beispielsweise Asturisch, Katalanisch, Baskisch, Galicisch, Schottisch und Schottisch-Gälisch oder Walisisch als Regionalsprachen geschützt. Der Status und die Verwendung dieser Sprachen in der Schule ist sehr unterschiedlich. Während beispielsweise Katalanisch die normale Unterrichtssprache in den Schulen und Universitäten im spanischen Teil Kataloniens und Westfriesisch fest in den Schulen der Provinz Friesland verankert ist, so ist Nedersaksisch kein eigenes Schulfach.

### Niederdeutsch in Landesverfassungen
Der Schutz und die Förderung des Niederdeutschen haben in zwei Bundesländern Verfassungsrang. Bereits seit 1993 heißt es in Artikel 16 (2) der Verfassung des Landes Mecklenburg-Vorpommern: Das Land schützt und fördert die Pflege der niederdeutschen Sprache. 1998 übernahm die Verfassung des Landes Schleswig-Holstein diesen Passus gleichlautend in Artikel 13 (2). Darüber hinaus legt die Verfassung Schleswig-Holsteins in Artikel 12 (6) fest: Das Land schützt und fördert die Erteilung von Friesischunterricht und Niederdeutschunterricht in öffentlichen Schulen.

### Aufsichtsorgane und Interessenvertretungen
Zur Überprüfung der Umsetzung der Verpflichtungen, die sich aus der Sprachencharta ergeben, ist nach Auffassung des Europarats ein Aufsichtsorgan notwendig. Diese Funktion nehmen auf Bundesebene der Beauftragte der Bundesregierung für Aussiedlerfragen und nationale Minderheiten sowie ein Beratender Ausschuss für Fragen der niederdeutschen Sprachgruppe beim Innenministerium wahr. Auf Länderebene gibt es beispielsweise in Schleswig-Holstein einen Beirat für Niederdeutsch beim Landtag sowie den Minderheitenbeauftragten des Ministerpräsidenten, der zugleich auch Niederdeutschbeauftragter ist. Mecklenburg-Vorpommern hat einen Landesbeauftragten für Niederdeutsch bestellt, beim Ministerium für Bildung, Wissenschaft und Kultur gibt es zudem einen Beirat für Heimatpflege und Niederdeutsch.
Die sprachpolitischen Interessen der Niederdeutsch Sprechenden werden seit 2002 durch den «Bundesraat för Nedderdüütsch» vertreten. Die Ländervertreter werden in der Regel über die Landesverbände des Bundes für Heimat und Umwelt delegiert. Das Niederdeutschsekretariat in Hamburg unterstützt den Bundesraat för Nedderdüütsch konzeptionell und organisatorisch.

## Niederdeutsch als reguläres Schulfach

### Einführung des Schulfachs Niederdeutsch und Anerkennung als Abiturfach
Sprachpflegerische Absichtserklärungen, Plattdeutsch fördern zu wollen, blieben lange unverbindlich und folgenlos. Über die Einführung eines Unterrichtsfaches Niederdeutsch wurde nicht ernsthaft nachgedacht. Die Lehrpläne erlaubten allenfalls Sprachbegegnungen, während ein systematischer Spracherwerb unterblieb. Über Jahrzehnte blieb Plattdeutsch in der Schule weitgehend auf freiwillige Arbeitsgemeinschaften außerhalb des regulären Unterrichts beschränkt und wurde von Ehrenamtlern geprägt.
Die Sprachencharta stellte einen Wendepunkt dar, da sie völkerrechtlich verbindlich die Förderung der Regional- und Minderheitensprachen forderte. 2007 gab der Bundesraat för Nedderdüütsch als sprachenpolitische Vertretung der Plattsprecher die „Schweriner Thesen“ mit der zentrale Forderung heraus, Niederdeutsch als reguläres Unterrichtsfach in den Bildungsplänen der Bundesländer zu verankern und somit den aus der Sprachencharta folgenden Verpflichtungen nachzukommen.
Im Jahr 2010 führte Hamburg als erstes Bundesland Niederdeutsch als Grundschulfach im Wahlpflichtbereich ein. 2014 folgte Schleswig-Holstein und Bremen startete ein Modellprojekt. Seit 2016 ist Niederdeutsch in Mecklenburg-Vorpommern ein reguläres Fach der Sekundarstufe I. 2017 erkannte die Kultusministerkonferenz (KMK) Niederdeutsch als mündliches und schriftliches Prüfungsfach im Abitur an. Die offizielle Aufnahme des Faches Niederdeutsch in die Liste der gegenseitig anerkannten, unbefristet angebotenen länderspezifischen Prüfungsfächer in der Abiturprüfung wurde im März 2017 mit 15 Ja-Stimmen und einer Enthaltung beschlossen. Für die Anerkennung durch den Schulausschuss der KMK hatte sich das Land Mecklenburg-Vorpommern, vertreten durch den damaligen Bildungsminister Mathias Brodkorb, starkgemacht.
In allen Bundesländern, in denen es Niederdeutschunterricht gibt, wird das Fach nur an einzelnen Schulen unterrichtet. Auch plant kein Land, Niederdeutsch als Pflicht- oder Wahlpflichtfach flächendeckend einzuführen.

### Bildungskonzepte
Die Bildungskonzepte für einen modernen Niederdeutschunterricht werden gerade erst (Stand: 2018) entwickelt. Die Frage, ob er sich in seiner methodisch-didaktischen Ausrichtung eher am muttersprachlichen Deutschunterricht oder am Fremdsprachenunterricht ausrichten sollte, ist noch nicht ausdiskutiert. Dem dramatischen Rückgang des Plattdeutschen als Muttersprache tragen die bestehenden Rahmenpläne aber Rechnung, indem sie auf den Spracherwerb zielen. Sie gehen nicht mehr von einer familiären Vorprägung aus, das Sprachangebot ist grundsätzlich für alle Schüler offen. Die Anforderungen orientieren sich am Gemeinsamen europäischen Referenzrahmen für Sprachen.
Vom herkömmlichen (Fremd-)Sprachenunterricht unterscheidet sich die Immersionsmethode, bei der andere Fächer auf Niederdeutsch unterrichtet werden und die Sprache dadurch „nebenbei“ erlernt wird. Die Wörter werden in der Regel nicht übersetzt, sondern aus dem Kontext heraus verstanden. Immersion funktioniert somit wie der Erstspracherwerb und gilt als besonders effektive Sprachlernmethode. Immersiver Niederdeutschunterricht wird vor allem in Niedersachsen erteilt.
Als optimale Phase für den Spracherwerb wird die frühe Kindheit und die Zeit der Alphabetisierung angesehen. Deshalb bemühen sich die meisten Länder, Sprachbegegnungen im Kindergarten und den systematischen Niederdeutschunterricht in der Grundschule beginnen zu lassen. Mecklenburg-Vorpommern wich in den letzten Jahren von dieser Linie ab und konzentrierte seine Bemühungen auf die Sekundarstufe I und die gymnasiale Oberstufe.
Aufgrund der Kulturhoheit der Länder können diese die Schul- und Sprachpolitik selbständig gestalten. Deshalb unterscheiden sich die Lehrpläne von Bundesland zu Bundesland teilweise erheblich. Dies gilt in besonderem Maße für das Fach Niederdeutsch, das nicht zu den Kernfächern des Schulunterrichts gehört. In Hamburg, Schleswig-Holstein und Mecklenburg gibt es landesweite Lehrpläne oder diese werden derzeit erarbeitet. In Bremen gibt es keinen Rahmenplan. Dort erarbeiten die einzelnen Schulen des Modellversuchs eigene Konzepte.

### Lehrmittel
Eines der größten Defizite des Niederdeutschunterrichts stellten lange die Lehrmaterialien dar. Erschwert wird deren Entwicklung dadurch, dass es keine standardisierte Form des Niederdeutschen gibt, sondern dass die Sprache von einer ausgeprägten dialektalen Vielfalt geprägt ist. Hinzu kommt, dass Niederdeutsch vorrangig als gesprochene Sprache praktiziert wird. Es gibt keine einheitliche oder verbindliche Rechtschreibung. Für den Schulunterricht sind behutsame Standardisierungen in der Schreibung sowie hinsichtlich grammatischer Formen jedoch unumgänglich. Eine gebräuchliche Rechtschreibung für niederdeutsche Texte in Deutschland ist das 1956 erstmals von Johannes Saß vorgelegte und seitdem in etlichen Auflagen überarbeitete „Plattdeutsche Wörterbuch“. Es gilt primär für die nordniedersächsischen Dialekte, macht Abweichungen kenntlich und lehnt sich an die hochdeutsche Rechtschreibung an.
In Hamburg liegen seit dem Schuljahr 2013/2014 ein plattdeutsches Arbeitsbuch (Fietje Arbeitsbook) für die Grundschule und die dazugehörende Handreichung für Lehrkräfte vor. In Schleswig-Holstein gibt es seit dem Schuljahr 2015/2016 mit Paul un Emma snackt Plattdüütsch das erste Schulbuch für die Klassen 1 und 2. Das Lehrwerk ist für den systematischen Spracherwerb ausgelegt und lehnt sich in seinem Niveau an den modernen Fremdsprachenunterricht an. Es ist so aufgebaut, dass es auch in den anderen norddeutschen Ländern genutzt werden kann. Der zweite Band Paul un Emma un ehr Frünnen für die Klassen 3 und 4 erschien zum Schuljahr 2018/2019. Der Band wurde unter Federführung der Abteilung für Niederdeutsche Sprache und Literatur und ihre Didaktik an der Europa-Universität Flensburg entwickelt.
Mecklenburg-Vorpommern hat mit dem Schuljahr 2016/2017 begonnen, umfangreiche Unterrichtsmaterialien zu entwickeln. Seit November 2018 liegt Paul un Emma snackt Plattdüütsch auch in mecklenburgisch-vorpommerschem Niederdeutsch vor. Für die Jahrgangsstufen sieben bis zwölf, aber auch für Studierende und für die Weiterbildung von Fachkräften in Kindertageseinrichtungen ist das 2019 erschienene Lehrbuch Platt mit Plietschmanns konzipiert. Die Konzepte werden vor allem am Kompetenzzentrum für Niederdeutschdidaktik an der Universität Greifswald mit Unterstützung des Instituts für Qualitätsentwicklung (IQ M-V) des Bildungsministeriums erarbeitet und vom Land gefördert.

### Lehrerausbildung
Ein Problem des Niederdeutschunterrichts ist der Mangel an Fachlehrern. Bei der Einführung des Schulfachs Niederdeutsch in Hamburg im Schuljahr 2010/2011 wurde der Unterricht von Lehrern mit einer Lehrbefähigung für Deutsch oder eine moderne Fremdsprache erteilt, die zugleich aktive Sprecher des Niederdeutschen waren. Auf Wunsch konnten die Lehrer eine Jahresbegleitung am Landesinstitut für Lehrerbildung und Schulentwicklung in Anspruch nehmen.
Aufgrund der Altersstruktur der aktiven Plattdeutschsprecher schieden zudem viele Niederdeutsch-Lehrende aus Altersgründen aus dem Schuldienst aus, während nur wenige neue hinzukamen. So sank in Mecklenburg-Vorpommern die Zahl der Lehrer mit einer Lehrbefähigung für das Fach Niederdeutsch in nur zwei Jahren zwischen 2014 und 2016 von 153 auf 62.
Lehramtsstudierende können Niederdeutsch als Beifach, Ergänzungsfach, Erweiterungsfach oder als Wahl- oder Schwerpunktbereich im Fach Deutsch belegen. Im Dezember 2019 gab der niedersächsische Wissenschaftsminister Björn Thümler an, dass Niederdeutsch künftig als grundständiges Lehramtsstudienfach an der Universität Oldenburg angeboten werden soll. Das Ministerium habe dafür 350. 000 Euro jährlich zur Verfügung gestellt. An der Universität Oldenburg sei ein erstes Grobkonzept dafür erstellt und eine Professur ausgeschrieben worden.
Niederdeutsch auf Lehramt kann an folgenden Universitäten studiert werden:
- Universität Greifswald: Beifach Niederdeutsch sowie Lehrerweiterbildung[32]
- Christian-Albrechts-Universität zu Kiel: Erweiterungs- oder Ergänzungsfach, Profil Niederdeutsch für Lehramt an Gymnasien und Gemeinschaftsschulen sowie Handelslehrer[33]
- Europa-Universität Flensburg: Niederdeutschvertiefung im Lernbereich Niederdeutsch im Lehramtsstudium[34]
- Carl von Ossietzky Universität Oldenburg: Schwerpunkt Niederdeutsch im Germanistikstudium sowie Lehrerweiterbildung,[35] künftig als grundständiges Unterrichtsfach
- Universität Rostock: einzelne Module im Germanistikstudium;[36] die Einrichtung eines Beifachs Niederdeutsch im Lehramtsstudium wird geprüft[37]
- Universität Hamburg: einzelne Module im Germanistikstudium[38]
- Universität Münster: einzelne, eher forschungsorientierte Module im Germanistikstudium[39]

An den Universitäten finden auch Weiterbildungen für aktive Niederdeutschlehrer statt. Das Land Mecklenburg-Vorpommern hat zur Stärkung der bestehenden Aus-, Fort- und Weiterbildung von Lehrerinnen und Lehrern sowie Fachkräften in Kindertageseinrichtungen 2017 ein Kompetenzzentrum für Niederdeutschdidaktik an der Universität Greifswald eingerichtet, das bis 2020 mit insgesamt 447.580 Euro unterstützt wird. Schleswig-Holstein und Mecklenburg-Vorpommern stellen bei ansonsten gleicher Qualifikation bevorzugt Lehrer ein, die Niederdeutsch unterrichten können. Neben der universitären Ausbildung gibt es Fortbildungen an Landesinstituten, z. B. am Institut für Qualitätsentwicklung Schwerin oder am Studienseminar für das Lehramt an Grund-, Haupt- und Realschulen in Cuxhaven.
Seit Juni 2017 bietet der Hamburger Plattolio e. V. Niederdeutschlehrern ein eigenes Internetportal. Es ist die erste länderübergreifende Fachlehrervereinigung für Niederdeutsch. Finanziell gefördert wird das Netzwerk durch die in Hamburg ansässige Carl-Toepfer-Stiftung.

## Situation in den einzelnen Bundesländern

### Länder mit Niederdeutsch als Wahlpflichtfach

#### Hamburg
| Aueschule Finkenwerder                  |
| Westerschule Finkenwerder               |
| Schule Arp-Schnitger-Stieg (Neuenfelde) |
| Schule Cranz                            |
| Schule Altengamme-Deich                 |
| Schule Curslack-Neuengamme              |
| Schule Fünfhausen-Warwisch              |
| Schule Zollenspieker                    |
| Grundschule Kirchwerder                 |
| Schule Ochsenwerder                     |

Hamburg hat als erstes Bundesland zum Schuljahr 2010/2011 Niederdeutsch als reguläres Grundschulfach im Wahlpflichtbereich mit eigenem Rahmenplan eingeführt und in der Stundentafel verankert. Zum ersten Mal gab es damit verbindliche Bildungspläne für das Unterrichtsfach Niederdeutsch. Elf Hamburger Grundschulen in den ländlichen Regionen Finkenwerder, Neuenfelde, Cranz, Vier- und Marschlande bieten Niederdeutsch als eigenständiges Schulfach an. In den ersten beiden Klassen haben die Schüler eine, in der dritten und vierten Klasse zwei Wochenstunden Niederdeutsch. Seit 2014/2015 wird Niederdeutsch als ordentliches Fach mit eigenen Rahmenplänen für die Jahrgangsstufen 5 bis 11 der Stadtteilschule und für die Sekundarstufe I des Gymnasiums weitergeführt.

#### Schleswig-Holstein
In Schleswig-Holstein startete mit dem Schuljahr 2014/2015 ein Modellprojekt, bei dem an 27 Grundschulen ein freiwilliges Niederdeutschangebot im Wahlpflichtbereich installiert wurde. Dieses umfasst von der ersten bis zur vierten Klasse zwei Unterrichtsstunden pro Woche systematischen Niederdeutschunterricht.
Der zur Verfügung stehende Finanzrahmen sah 27 teilnehmende Schulen vor, es bewarben sich jedoch 44 Schulen, so dass ein qualitatives Auswahlverfahren erforderlich wurde. Aufgrund der großen Nachfrage wurden zum Schuljahr 2015/2016 zwei neue Schulen aufgenommen. Im zweiten Jahr des Modellprojekts hatten etwa 1600 Schülerinnen und Schüler Niederdeutsch gewählt. Zum Schuljahr 2017/2018 wurde der systematische Unterricht in Niederdeutsch an sieben weiterführenden Schulen (sechs Gemeinschaftsschulen und einem Gymnasium) fortgeführt, die Zahl der Schüler ist auf 2170 gestiegen. 2019/2020 nahmen mehr als 3.000 Schüler an 32 Grundschulen und 9 Sekundarschulen am freiwilligen Niederdeutschunterricht teil.
Über die Modellschulen hinaus werden an vielen Schulen Unterrichtsangebote für Niederdeutsch im Bereich von Arbeitsgemeinschaften und Ganztagesangeboten gemacht.

#### Mecklenburg-Vorpommern
Noch 2014 urteilte Reinhard Goltz, Geschäftsführer des Instituts für niederdeutsche Sprache und Sprecher des Bundsraats för Nedderdüütsch, dass Mecklenburg-Vorpommern zwar einen guten gesetzlichen Rahmen für die Berücksichtigung des Niederdeutschen im Schulunterricht geschaffen habe, ihn aber in der Praxis nicht umsetze. Mit der Verabschiedung des Landesprogramms „Meine Heimat – Mein modernes Mecklenburg-Vorpommern“ 2016 durch die Landesregierung hat das Land jedoch eine neue Qualität zur Förderung der niederdeutschen Sprache erreicht. In diesem Landesprogramm ist der niederdeutsche Schulunterricht ein Schwerpunkt. Die eingesetzten Ressourcen kommen der Stärkung der Niederdeutschvermittlung in den Bereichen frühkindliche Bildung, Grund- und Sekundarschulbildung, berufliche und der Hochschulbildung, Erzieher- und Lehrerbildung sowie der kulturellen Bildung und Projektförderung zugute.
Seit 2016 wird Niederdeutsch in Mecklenburg-Vorpommern als reguläres Fach angeboten. Die Anerkennung als Abiturfach durch die Kultusministerkonferenz kam auf Initiative Mecklenburg-Vorpommerns zustande. Bei der Einführung als Abiturfach hatte das Bildungsministerium unter Mathias Brodkorb noch davon gesprochen, dass Niederdeutsch eine Fremdsprache und somit den anderen in Mecklenburg-Vorpommern unterrichteten Sprachen Englisch, Französisch, Russisch, Latein, Altgriechisch, Polnisch, Spanisch und Schwedisch gleichgestellt sei. Im März 2017 revidierte das Bildungsministerium unter Brodkorbs Nachfolgerin Birgit Hesse diese Aussage in einer Antwort auf eine kleine Anfrage. Niederdeutsch solle in der Schule weder den Erwerb der ersten, noch einer zweiten Fremdsprache ersetzen. Hesse betonte jedoch, dass Niederdeutsch grundsätzlich anderen Fächern gleichberechtigt und kein Zusatzangebot mehr sei.
| Gymnasiales Schulzentrum „Fritz Reuter“ Dömitz |
| Große Stadtschule Wismar                       |
| Gymnasium „Am Sonnenberg“ Crivitz              |
| RecknitzCampus Laage                           |
| Reuterstädter Gesamtschule Stavenhagen (KGS)   |
| Goethe-Gymnasium Demmin (Musikgymnasium)       |

Zum Schuljahr 2017/2018 hat das Bundesland Profilschulen mit den drei Schwerpunkten Humanistische Bildung/Alte Sprachen, Mathematik/Naturwissenschaften (MINT) oder Niederdeutsch eingerichtet, mit dem Ziel, die Begabtenförderung an den Gymnasien und Gesamtschulen auszubauen. Zur Ausgestaltung des jeweiligen Schwerpunktes haben die Profilschulen jeweils eine zusätzliche Lehrerstelle erhalten und können über ein Budget für Sach- und Reisekosten verfügen. Sechs Schulen wurden als Profilschulen mit dem Schwerpunkt Niederdeutsch anerkannt. An diesen Schulen kann Niederdeutsch als mündliches und schriftliches Prüfungsfach im Abitur belegt werden. Auf der Grundlage eines landesweiten Konzepts, das durch ein Netzwerk aus Lehrerinnen und Lehrern erstellt wurde, hat das Ministerium für Bildung, Wissenschaft und Kultur mit jeder Schule eine Zielvereinbarung über die Ausgestaltung des jeweiligen Profilschwerpunktes unterzeichnet. Grundlage des Faches Niederdeutsch ab Klasse 7 bis in die Qualifikationsphase sind entsprechende Rahmenpläne, dem die Bildungsstandards der Kultusministerkonferenz zugrunde liegen.
An den sechs Profilschulen besuchen im ersten Jahr nach ihrer Einführung 615 Schüler den niederdeutschen Unterricht. Das entsprach einem Drittel aller Siebtklässler dieser Schulen. Darüber hinaus müssen Grundschulen, die ein Ganztagsschulkonzept verfolgen, Niederdeutsch-Angebote in ihr Profil aufnehmen. Insgesamt lernten in Mecklenburg-Vorpommern im Schuljahr 2019/20 rund 2100 Schüler Plattdeutsch in der Schule. Die ersten Abiturprüfungen im Fach Niederdeutsch werden 2023 abgelegt.
2017 gab es landesweit 62 Lehrkräfte, die über eine Lehrbefähigung für das Fach Niederdeutsch verfügten. Um diese Zahl zu erhöhen, wurde ein Kompetenzzentrum für Niederdeutschdidaktik an der Universität Greifswald eingerichtet. Das Kompetenzzentrum ergänzt die Angebote des Instituts für Qualitätsentwicklung in Schwerin. Außerdem soll es den Plattdeutsch-Wettbewerb des Landes begleiten.

#### Bremen
| Schule Schönebeck       |
| Schule Arsten           |
| Grundschule Mahndorf    |
| Schule Burgdamm         |
| Veernschule Bremerhaven |

In Bremen ist Niederdeutsch in den Bildungsplänen der Grundschulen und der weiterführenden Schulen in den Fächern Deutsch, Sachunterricht und Musik verankert. Die Sprachbegegnung erfolgt integriert in den Regelunterricht.
Zum Schuljahr 2014/15 startete ein Pilotprojekt, das es den Grundschulen der Freien Hansestadt Bremen ermöglicht, ein zusätzliches verbindliches Unterrichtsangebot für alle Schülerinnen und Schüler oder einen Teil der Schülerschaft einzurichten. Vier Grundschulen in Bremen und eine in Bremerhaven setzen dies um und entwickelten jeweils ein systematisches Konzept. Ein einheitlicher Lehrplan liegt nicht vor. Nach Ablauf der Pilotphase der Profilschulen Niederdeutsch im Primarbereich zum Ende des Schuljahres 2017/2018 wird an mindestens zwei weiterführenden Schulen das Sprachangebot systematisch weitergeführt.

### Immersiver Niederdeutschunterricht

#### Niedersachsen
Konkrete Charta-Verpflichtungen im Bereich Bildung hat Niedersachsen nicht übernommen, obwohl es Teil III der Sprachencharta unterzeichnet hat. Verbindlich ist lediglich seit 2006 eine Sprachbegegnung mit Niederdeutsch für alle Schulen und Schulformen des Primar- und Sekundarbereichs I. Stefan Oeter, Vorsitzender des Sachverständigenausschusses des Europarats zur Europäischen Sprachencharta, urteilte 2009, dass sich Niedersachsen bis dahin „gezielt den Kernoptionen zu Primar- und Sekundarschulwesen entzog, was europaweit eine einmalige Absonderlichkeit darstellt“.
Die Vermittlung des Plattdeutschen war lange auf schulischen Arbeitsgemeinschaften und außerschulische Angebote beschränkt. Eine wichtige Rolle spielt dabei der seit 1979 alle zwei Jahre von der Niedersächsischen Sparkassenstiftung ausgerichtete plattdeutsche Lesewettbewerb, an dem jeweils mehrere Tausend Schüler teilnehmen.
2011 eröffnete ein Erlass die Möglichkeit, im Primarbereich und in der Sekundarstufe I Unterricht auf Plattdeutsch oder Saterfriesisch in den Fächern der Pflichtstundentafel oder in Wahlpflichtfächern, mit Ausnahme der Fächer Deutsch, Mathematik und der Fremdsprachen, zu erteilen. Überwiegend wird also die Immersionsmethode angewandt, d. h., dass Niederdeutsch „nebenbei“ im Unterricht anderer Fächer erlernt wird.
Bis zum Jahr 2016 wurden 21 Grundschulen, eine Oberschule und eine Realschule als so genannte „Plattdeutsche Schule“ ausgezeichnet, weil bei ihnen ein regelmäßiger Spracherwerb Teil des Schulprogramms ist. Eine entsprechende Auszeichnung gibt es für „Saterfriesische Schulen“. 2017 erhielten 71 Schulen Entlastungsstunden, um den Spracherwerb des Niederdeutschen im regulären Unterricht anzubahnen. Zwei Jahre später gab es bereits 90 Projektschulen. Die Schulen sind in der Ausgestaltung des Erlasses weitgehend frei. So wird in einigen zweisprachigen Klassen an der Grundschule Simonswolde in Ostfriesland außer im Deutsch- und Englischunterricht ausschließlich Plattdeutsch gesprochen.
Eine Tendenz hin zu einer stärkeren Verankerung von Niederdeutsch im Bildungssystem zeichnete sich durch einen im Juni 2017 eingebrachten gemeinsamen Entschließungsantrag von CDU, SPD, Grünen und FDP im niedersächsischen Landtag ab. Daraufhin beschloss die Landesregierung, Niederdeutsch im Bildungssystem fester zu verankern und ein eigenes Unterrichtsfach als Fremdsprache im Wahlpflichtbereich der Sekundarstufen I und II einzurichten.

### Länder mit Niederdeutschförderung außerhalb des Unterrichts

#### Nordrhein-Westfalen
Im Regierungsbezirk Münster wird seit dem Schuljahr 2014/2015 ein zunächst auf fünf Jahre festgesetztes Schulprojekt durchgeführt, das vom Centrum für Niederdeutsch an der Universität Münster begleitet wird. Im Rahmen dieses Schulprojekts werden an sechs Grundschulen in Münster und im Münsterland Niederdeutschangebote versuchsweise in freiwilligen Arbeitsgemeinschaften angeboten. Die Einrichtung von Niederdeutsch als regulärem Schulfach ist in Nordrhein-Westfalen nicht vorgesehen.

#### Sachsen-Anhalt
An Grundschulen und Sekundarschulen in Sachsen-Anhalt erfolgt die Sprachbegegnung mit Plattdeutsch vor allem in Arbeitsgemeinschaften. Die Einführung eines regulären Schulfaches Niederdeutsch plant die Landesregierung von Sachsen-Anhalt nicht. Aktuell (Stand: Februar 2024) nehmen 135 Kinder in acht Grundschulen an Plattdeutsch-AGs teil. Seit dem Schuljahr 2023/24 fördern das Land Sachsen-Anhalt und der Landesheimatbund Sachsen-Anhalt den Fortbestand dieser AGs finanziell durch Auszahlung einer Ehrenamtspauschale an die Lehrkräfte und das Erziehungspersonal und ideell durch das Bereitstellen von Unterrichtsmaterialien, Vernetzungsangebote und Fortbildungsveranstaltungen der Arbeitsstelle Niederdeutsch an der Otto-von-Guericke-Universität Magdeburg.

#### Brandenburg
Auch das Land Brandenburg strebt nicht an, ein eigenes Unterrichtsfach Niederdeutsch einzurichten. Die Ländervertreter Brandenburgs im Bundesraat för Nedderdüütsch kritisieren, dass die Brandenburgische Landesregierung die von ihr unterzeichnete Europäische Charta der Regional- oder Minderheitensprachen offenbar als unverbindlich und rein symbolisch bewertet. Sie habe keinerlei Schritte unternommen, die niederdeutsche Sprache durch die Schaffung konkreter politischer Rahmenbedingungen und Maßnahmen zu stärken und die Mehrsprachigkeit im Norden Brandenburgs als Merkmal regionaler Identität anzuerkennen. Inzwischen sieht die Landesregierung jedoch „besonderen Handlungsbedarf“ und will Plattdeutsch gemäß der Sprachencharta verstärkt fördern. In vier uckermärkischen Grundschulen in Prenzlau und Templin gibt es Unterrichtsangebote in niederdeutscher Sprache. In Prenzlau erschien 2017 das erste in Brandenburg zugelassene Grundschul-Arbeitsheft zum Erlernen der niederdeutschen Sprache, „Plattdütsch foer ju“.

## Debatte um die Notwendigkeit eines Schulfachs Niederdeutsch

### Einbettung in allgemeine Bildungsdiskurse
Die Etablierung des Unterrichtsfachs Niederdeutsch findet in einer Zeit statt, in der sich das Schulsystem in Deutschland rasant wandelt. Forderungen nach einer europäischen Angleichung der Schulbildung, homogenisierten Standards und Kerncurricula engen die Spielräume für die Berücksichtigung kleiner Fächer und regionaler Belange ein. Neu eingeführte Fächer wie Englisch als Grundschulfach ab der dritten Klasse (1998/1999 in Hamburg, seit 2004/2005 flächendeckend in allen Bundesländern) erschweren die Möglichkeiten, Niederdeutsch in die Stundentafel zu integrieren. Deshalb steht die Einführung eines regulären Schulfachs Niederdeutsch unter Legitimationsdruck.

### Diskussion um Wert und Nutzen des Niederdeutschen
Die Motivation für die Einführung eines Schulfachs Niederdeutsch ist der kulturelle und soziale Wert, der Regional- und Minderheitensprachen zugeschrieben wird, sowie die Wahrnehmung ihrer prekären Lage. Während der dramatische Rückgang der Sprache für die Befürworter der Hauptgrund ist, allgemein ein Spracherhaltungsprogramm und konkret die Einführung des Schulfachs Niederdeutsch zu fordern, ist er für viele Kritiker gerade der Grund, sich dagegen auszusprechen. Da Plattdeutsch heute kaum noch eine Rolle als Mutter-, Alltags- und Verkehrssprache spiele und es sich nahezu um eine tote Sprache handele, sei ein konkreter Nutzen des Schulfachs Niederdeutsch nicht zu erkennen.
In einer repräsentativen Umfrage im Verbreitungsgebiet des Niederdeutschen sprachen sich 2016 gut 2/3 der Befragten dafür aus, dass die Sprache stärker gefördert werden solle. In Mecklenburg-Vorpommern (84,5 %), Bremen (83,9 %) und Schleswig-Holstein (76,2 %) lag der Wert deutlich höher, in Hamburg lag er bei 70,5 % und in Niedersachsen bei 65 %. Die Reputation des Plattdeutschen hat sich in den letzten Jahrzehnten stark gewandelt. Auch und gerade im städtischen Umfeld, besonders in Hamburg, genießt es heute als Identitätssymbol ein hohes Sozialprestige.

### Die Schule als der Ort des Spracherwerbs
Da die Weitergabe als Muttersprache in den Familien heutzutage abgebrochen ist, hat sich seit den 1990er Jahren zunehmend die Überzeugung durchgesetzt, dass die bedrohte Sprache nur durch systematischen Spracherwerb in der Schule gerettet werden kann. 2016 nannten rund 2/3 der Befragten einer Umfrage die Schule als den für den Spracherwerb geeigneten Ort. Damit hat sich die der Schule zugeschriebene Rolle für das Niederdeutsche völlig umgekehrt, hatte sich der Sprachwechsel vom Plattdeutschen zum Hochdeutschen doch vor allem über den Schulunterricht vollzogen. Bis in die 1970er Jahre war die Schule der Ort, an dem viele plattdeutsche Muttersprachler zum ersten Mal mit dem Hochdeutschen in Kontakt kamen, das sie dort wie eine Fremdsprache lernten. So berichtet die 1965 geborene Sängerin Ina Müller von der traumatischen Erfahrung, das in der Schule gesprochene Hochdeutsch zunächst kaum verstanden und selbst nur Plattdeutsch beherrscht zu haben.

### Spannungsverhältnis zwischen Hochdeutsch und Niederdeutsch
Kritiker befürchten, dass Niederdeutschunterricht auf Kosten des Hochdeutschen gehe. So lehnte Simone Oldenburg, bildungspolitische Sprecherin der Fraktion Die Linke im Schweriner Landtag, das Fach Niederdeutsch mit der Begründung ab, dass der Erwerb des Standarddeutschen im Vordergrund stehen müsse. Dem halten Befürworter entgegen, die Vorstellung, dass Plattdeutschsprecher schlechteres Hochdeutsch sprächen, gehe von längst überholten Rahmenbedingungen aus, als plattdeutsche Muttersprachler Hochdeutsch noch wie eine Fremdsprache gelernt hätten. Das Bewusstsein für Sprachwandel und Sprachvarietäten sei für den Deutschunterricht vielmehr wertvoll.

### Sprachliche Integration
Der Kritik, dass Plattdeutsch Kindern mit Migrationshintergrund die sprachliche Integration erschwere, wird mit dem Hinweis begegnet, dass Migranten durch ein Wahlpflichtfach Niederdeutsch nicht betroffen seien, sondern parallel Förderunterricht in Deutsch oder muttersprachlichen Unterricht erhalten könnten. In manchen Fällen könne der Niederdeutschunterricht die Integration sogar fördern, da zweisprachig aufgewachsene Kinder bereits gewohnt sind, mit Mehrsprachigkeit umzugehen, und die deutschstämmigen Schüler Plattdeutsch genauso erlernen müssen wie sie selbst. Ein Beispiel für diese Art der Integration ist der als Kind aus Äthiopien eingewanderte Moderator Yared Dibaba, der später mit plattdeutschen Fernseh- und Radiosendungen sowie Büchern bekannt wurde. Auch bei plattdeutschen Vorlesewettbewerben der vergangenen Jahre schnitten oft Kinder aus indisch-, russisch- oder chinesischstämmigen Familien besonders gut ab.

### Auswirkungen auf den Fremdsprachenunterricht
Eine andere Befürchtung lautet, dass durch regulären Niederdeutschunterricht Ressourcen für das Erlernen anderer Fremdsprachen verloren gingen. Dagegen halten Befürworter Mehrsprachigkeit grundsätzlich für eine gute Voraussetzung für das Lernen anderer Sprachen und der Sprachenflexibilität, für die kognitive Entwicklung und für abstraktes Denken. Bei früher Mehrsprachigkeit werde ein gemeinsamer Pool für alle erlernten Sprachen angelegt, von dem alle Sprachen profitieren. Das gleichzeitige Erlernen mehrerer Sprachen im frühen Kindesalter erleichtert somit den Erwerb weiterer Sprachen.
Plattdeutschkenntnisse seien speziell für den Englischunterricht wegen der großen sprachlichen Nähe ausgesprochen förderlich. Niederdeutsch gilt neben dem Friesischen als die am nächsten verwandte lebende Sprache auf dem Festland.
Bildungswissenschaftler weisen darauf hin, dass für Kinder besonders eine Nahsprache zu demselben intensiven Spracherwerb führen kann, wie er später durch Auslandsaufenthalte ermöglicht wird. Der alltägliche Kontakt mit einer entfernteren Weltsprache sei im frühen Kindesalter dagegen meistens so gering, dass lediglich eine Sprachbegegnung stattfindet.